# Rossella Gregorio
Rossella Gregorio, née le 30 août 1990 à Salerne, est une escrimeuse italienne pratiquant le sabre.

## Biographie
Elle remporte la médaille de bronze en individuel aux championnats d'Europe d'escrime 2014 après avoir remporté celle par équipes à Zagreb l'année précédente.
Elle remporte la médaille d'argent en sabre par équipes aux Jeux européens de 2023 à Cracovie, qui font office de Championnats d'Europe pour les épreuves par équipes.

## Palmarès
- Championnats du monde
  -  Médaille d'or par équipes aux championnats du monde 2017 à Leipzig

- Championnats d'Europe
  -  Médaille d'or par équipes aux championnats d'Europe 2017 à Tbilissi
  -  Médaille d'argent en individuel aux championnats d'Europe 2017 à Tbilissi
  -  Médaille d'argent en individuel aux championnats d'Europe 2022 à Antalya
  -  Médaille d'argent par équipes aux championnats d'Europe 2022 à Antalya
  -  Médaille d’argent par équipes aux Jeux européens de 2023 (faisant office de Championnats d'Europe par équipes) à Cracovie
  -  Médaille de bronze par équipes aux championnats d'Europe 2013 à Zagreb
  -  Médaille de bronze en individuel aux championnats d'Europe 2014 à Strasbourg
  -  Médaille de bronze en individuel aux championnats d'Europe 2015 à Montreux